# Лаван
Лаван (на арамейски: ܠܒܢ; на иврит: לָבָן, съвременен: Lavan), известен също като Лаван арамееца син на сириеца Ватуил, е фигура в Книгата Битие. Той бил брат на Ребека, жената на Исаак и майка на Яков и Исав. Лаван посрещнал племенника си като млад мъж и му определи седемгодишен труд преди да му позволи да се ожени за дъщеря му Рахил. Лаван подмамил Яков да се ожени за по-голямата си дъщеря Лиа. След това Яков взел Рахил за втора съпруга, при условие да служи допълнително седем години труд.
Лаван и семейството му са описани като жители в Паддан Арам, Месопотамия.